# Акпаток
Акпаток (англ. Akpatok Island) — остров Канадского Арктического архипелага.

## География

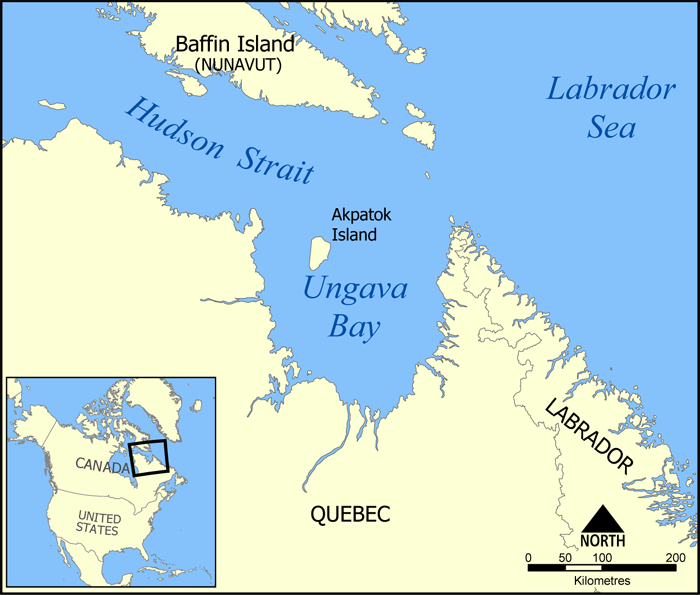

Остров расположен на северо-западном входе в залив Унгава, на расстоянии 65 км от его западного берега и 180 км от его южного берега. От острова Баффинова Земля островов отделяет Гудзонов пролив. Хотя и побережье залива Унгава является территорией провинции Квебек, сам остров является частью территории Нунавут.
Площадь острова равна 903 км², длина береговой линии составляет 129 км. Максимальная длина острова с севера на юг составляет 45 км, максимальная ширина — 25 км (вдоль северного берега) и 6 км на юге. Рельеф острова представляет собой плоское известняковое плато со следами процессов эрозии карстового типа. Крутые морские утёсы, окружающие почти весь остров имеют высоту от 40 до 250 метров. Утёсы местами разбиты глубокими ущельями, позволяющими подняться на плато.

## Фауна
Остров назван в честь акпак — толстоклювых кайр, большое число которых гнездится на известковых выступах прибрежных скал. Благодаря большому числу перелетных и гнездящихся птиц Акпаток признан важным орниетологическим регионом. Существует две главные колонии кайр: одна расположена на северном побережье, а другая — на юго-восточном. В 1983 году северная колония, растянувшаяся на 14 км вдоль побережья, вмещала приблизительно 173 тысячи пар толстоклювых кайр. Южная колония, которая были обследована в 1982 году, занимала 15 км береговой линии и по оценке там находилось 120 тысяч пар. Также оценочно в 1995 году на острове уже гнездилось 600 тысяч пар толстоклювых кайр и 300—500 пар чёрных кайр. Помимо кайр гнездится также множество других птиц, из которых наиболее важными являются сапсан и обыкновенный чистик. Остров Акпаток был признан «Ключевым местом обитания для перелетных птиц в Нунавуте и Северо-Западных территориях» и находится под защитой Международной Биологической Программы (IBP). Помимо птиц остров часто посещают белые медведи, моржи и тюлени.